# 弋謙
弋謙（よく けん、生没年不詳）は、明代の官僚。本貫は代州。

## 生涯
1411年（永楽9年）、進士に及第した。監察御史に任じられた。巡按江西をつとめ、意見を上奏して永楽帝の意に逆らい、峡山知県に左遷された。さらに事件で罪に問われて免官され、帰郷した。
1424年（永楽22年）11月、弋謙は北京に召し出されて大理寺右少卿となった。時政に対する意見を直言して、洪熙帝にその多くを採用された。1425年（洪熙元年）2月、五事を言上した。その言辞は過激で、洪熙帝は喜ばなかった。呂震・呉中・呉廷用・虞謙らが誣罔の罪で弋謙を弾劾した。都御史の劉観も御史たちとともに弋謙を糾弾した。洪熙帝が楊士奇らを召しだしてこのことを言うと、楊士奇は弋謙を弁護したため、洪熙帝は弋謙を処罰しなかった。ときに宦官が四川で木材の伐採を監督して、収奪の限りを尽くしていた。洪熙帝は弋謙の清廉実直さを買って、四川に派遣することにした。弋謙は副都御史に抜擢されて、四川に赴任し、木材伐採の夫役を停止させた。
宣徳初年、交趾右布政使の戚遜が不正に財産を蓄えた罪で降格されると、弋謙が代わって布政使として出向した。1428年（宣徳3年）、王通が交趾を放棄した罪で獄に繋がれると、弋謙も死刑を論告された。正統初年、赦されて民とされた。1449年（正統14年）、土木の変で英宗がオイラトに連行されると、弋謙は無官のまま北京の宮殿に駆けつけ、王通や寧懋・阮遷ら13人を任用すべきと推薦した。朝士たちの議論では、王通は石亨の副官であり、弋謙がかつて交趾にいたときに王通の部下だったことから推薦したものとみなされて、その人事は沙汰止みになった。1451年（景泰2年）、弋謙は再び上京して、王通らを推薦する上疏をおこなったが、聞き入れられなかった。帰郷して、ほどなく死去した。